# Museo dell’Olivo e dell’Olio

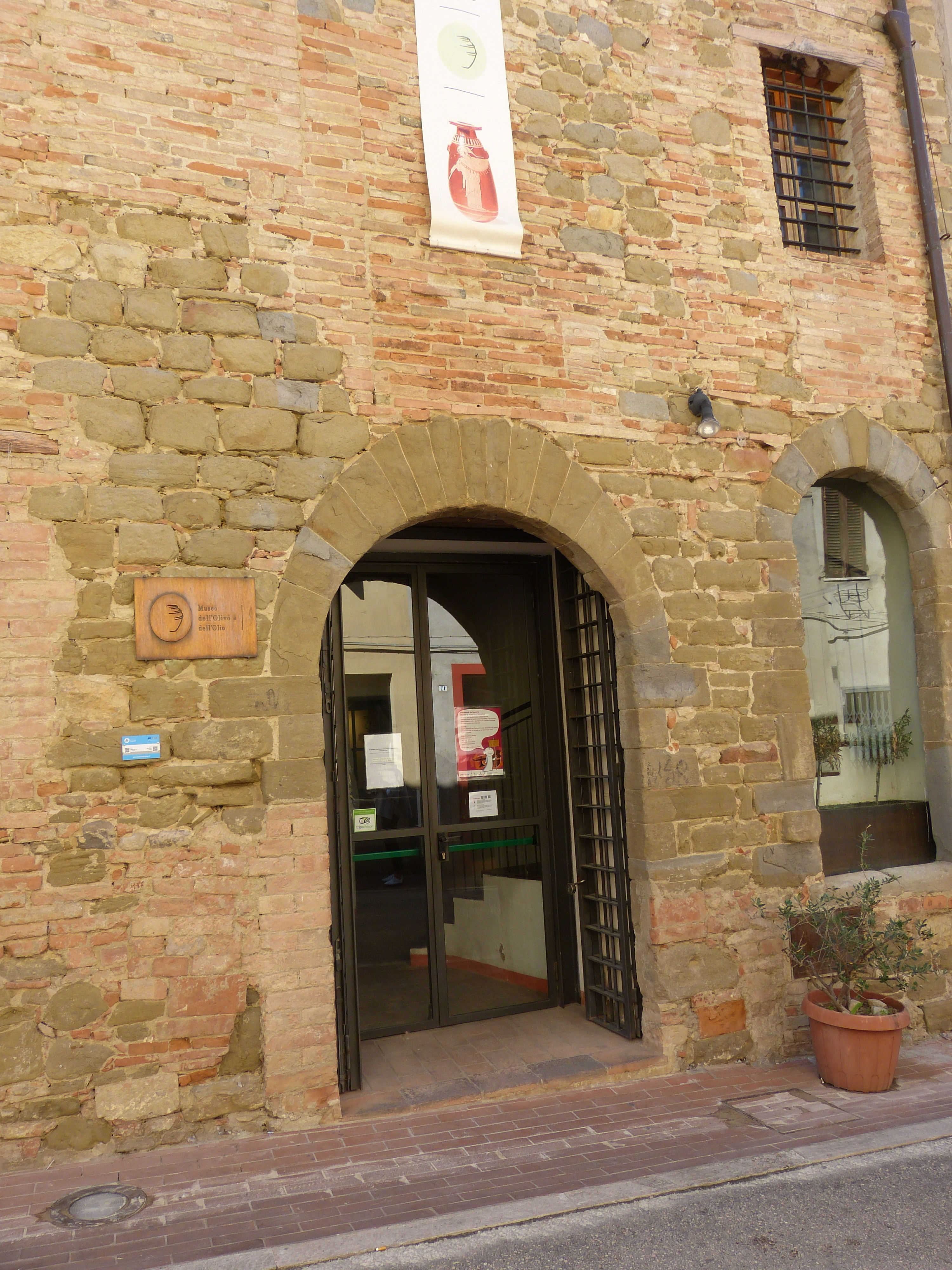
Museo dell'Olivo e dell'Olio

Das Museo dell'Olivo e dell'Olio (Ölbaum- und Olivenölmuseum) ist ein privat geführtes, themenspezifisches Museum in Torgiano (Umbrien, Italien), mit Sitz in einem Gebäude, das  bis in die 1960er Jahre eine Ölmühle war. Seine Sammlungen mit Objekten aus den Bereichen der angewandten Kunst und Alltagskultur dokumentieren die Anbau- und Ölgewinnungstechniken, und zeigen, welchen Gebrauch Menschen vom Olivenbaum und seinem Öl machten, welche Bräuche und symbolischen Bedeutungen in diesem Zusammenhang entstanden.

## Geschichte
Das Museo dell’Olivo e dell’Olio wurde im Jahr 2000 auf Initiative und unter der Leitung der Lungarotti-Stiftung eröffnet. Gemeinsam mit dem Museo del Vino in Torgiano, dem Weinmuseum der Stiftung, gehört es dem Sistema Museale dell’Umbria, der Umbrischen Museenverwaltung an.

## Die Sammlungen des Museums
Zeichnungen mit Darstellungen der verschiedenen in Umbrien heimischen Ölbaumsorten führen in den Bereich ein, der die botanischen Merkmale der Pflanze, die traditionellen und modernen Anbautechniken vorstellt. Ein mit Hilfe von Tieren angetriebener Mahlstein und eine mit Wasserkraft betriebene Mahlanlage zeigen neben einer Fotodokumentation und Texttafeln die Entwicklung der Ölgewinnungstechniken. Danach wird auf die mythologischen Aspekte eingegangen. Ein attisches rotfiguriges Alabastron, das dem Foundry Painter (5. Jahrhundert v. Chr.) zugeschrieben wird, zeigt Athene, die Göttin, welche den Olivenbaum der Sage nach den Menschen zum Geschenk gemacht hat. Andere Exponate zeigen, dass die Göttin – als Wahrerin technischer Kenntnisse – bei den häuslichen Arbeiten der Frauen, in der Landwirtschaft, im Schiffbau und der Kriegstechnik  wirkte. Im Raum zum Thema Landschaft sind Flurkarten und Landkarten ausgestellt sowie Objekte, eine Reminiszenz an die Grand Tour sind, ein Zeugnis der Faszination, welche die in Umbrien häufig anzutreffenden Olivenhaine auf Reisende ausübten, die ihr Interesse an der Landschaft in ihren Tagebüchern in Worten oder Skizzen zum Ausdruck brachten. Die folgenden Räume befassen sich mit den traditionellen Nutzungsformen von Olivenöl. Die älteste als Lichtquelle wird in Form einer Öllampensammlung mit Exemplaren aus der vorklassischen bis neoklassischen Zeit belegt. Der rituelle Gebrauch von Olivenbaum und Olivenöl im jüdischen, christlichen und muslimischen Glauben, die Rolle der Pflanze und ihrer Frucht für die Ernährung, im Sport, bei der Bereitung von Salb- und Duftölen, in der Siegelkunde, in der Weberei, der Kunsttischlerei und anderen Tätigkeitsbereichen sind die Schwerpunkte der anderen Säle. Der Themenbereich der symbolischen,  aus der Antike überkommenen Bedeutungen, die dem Olivenbaum und seinem Öl sakrale Bedeutung und magisch-therapeutische Wirkung zusprechen, steht im Mittelpunkt des letzten Raums.